# Kanton Soultz-Haut-Rhin
Kanton Soultz-Haut-Rhin (fr. Canton de Soultz-Haut-Rhin) byl francouzský kanton v departementu Haut-Rhin v regionu Alsasko. Tvořilo ho 11 obcí. Zrušen byl po reformě kantonů 2014.

## Obce kantonu
- Berrwiller
- Bollwiller
- Feldkirch
- Hartmannswiller
- Issenheim
- Jungholtz
- Merxheim
- Raedersheim
- Soultz-Haut-Rhin
- Ungersheim
- Wuenheim